# Ка де Кароли (Ређо Емилија)
Ка де Кароли је насеље у Италији у округу Ређо Емилија, региону Емилија-Ромања.
Према процени из 2011. у насељу је живело 936 становника. Насеље се налази на надморској висини од 105 м.